# Vasilis Dimitriadis
Vasilios "Vasilis" Dimitriadis (Græsk: Βασίλης Δημητριάδης) (født 1. februar 1966 i Thessaloniki, Grækenland) er en tidligere græsk fodboldspiller, der spillede som angriber. Han var på klubplan tilknyttet Aris Thessaloniki og AEK Athen. For Grækenlands landshold spillede han 28 kampe og deltog ved VM i 1994 i USA.